# 埃珀维尔
埃珀维尔（法語：Eppeville）是法国皮卡第大区索姆省的一个市镇，属于佩罗讷区阿姆县。该市镇2009年时的人口为1,816人。

## 人口
埃珀维尔人口变化图示
| 数据来源：INSEE |